# Застава Сремске Митровице
Застава Сремске Митровице је према члану 6. важећег Статута Града Сремске Митровице, дефинисана на следећи начин:
„Застава Града је беле боје, са Грбом града на средини. Однос дужине и ширине заставе је два према један.“
Постоје хоризонтална и усправна (тзв. стона) верзија градске заставе.